# Водослив

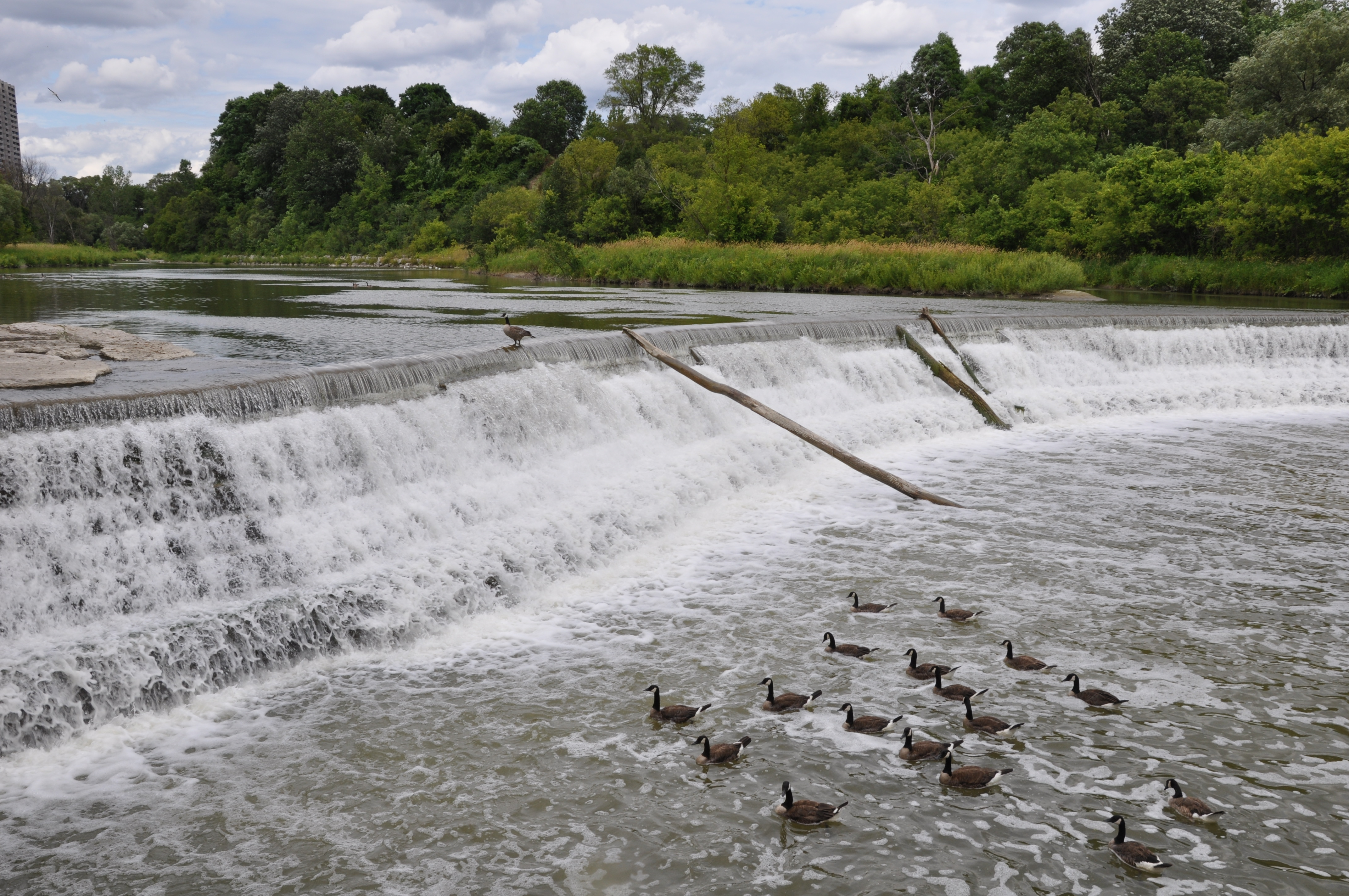
Водослив на реке Хамбер в Торонто

Водослив — перегораживающая поток часть гидротехнического сооружения, через которую происходит перелив жидкости с одного уровня на другой. Водосливы имеют широкое применение в гидротехнике, а также в гидрометрии, где используются для измерения расходов воды. Теория водослива лежит в основе гидравлического расчёта плотин и многих видов водоспусков.

## Классификация водосливов

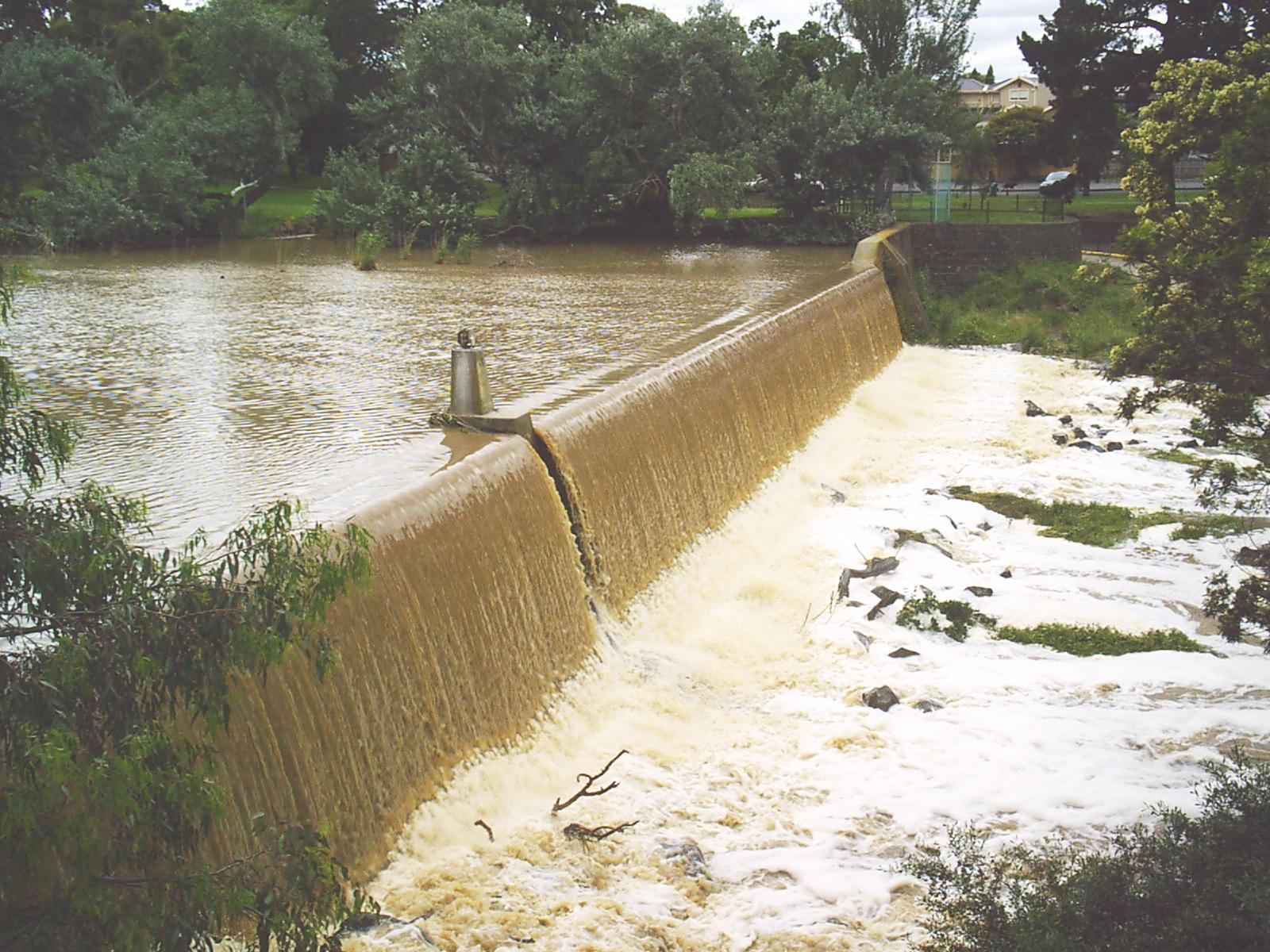
Водослив у озера Кобург (Австралия) после наводнения

По профилю водосливной стенки все водосливы можно разделить на три типа:
1. водосливы с тонкой стенкой;
2. водосливы практических профилей;
3. водосливы с широким порогом.

По характеру сопряжения струи с нижним бьефом водосливы подразделяются на незатопленные, когда уровень воды в нижнем бьефе не влияет на расход водослива, и затопленные, когда уровень нижнего бьефа оказывает влияние на расход воды через водослив, обуславливая его снижение.
По расположению порога в плане различают:
1. прямые водосливы, расположенные нормально к оси потока;
2. косые водосливы, расположенные под углом к оси потока;
3. боковые водосливы, расположенные параллельно оси потока.

По форме выреза в стенке водосливы с тонкой стенкой подразделяются на:
1. прямоугольные;
2. треугольные;
3. трапецеидальные;
4. криволинейные (параболические и радиальные).

## Применение водосливов в гидрометрии

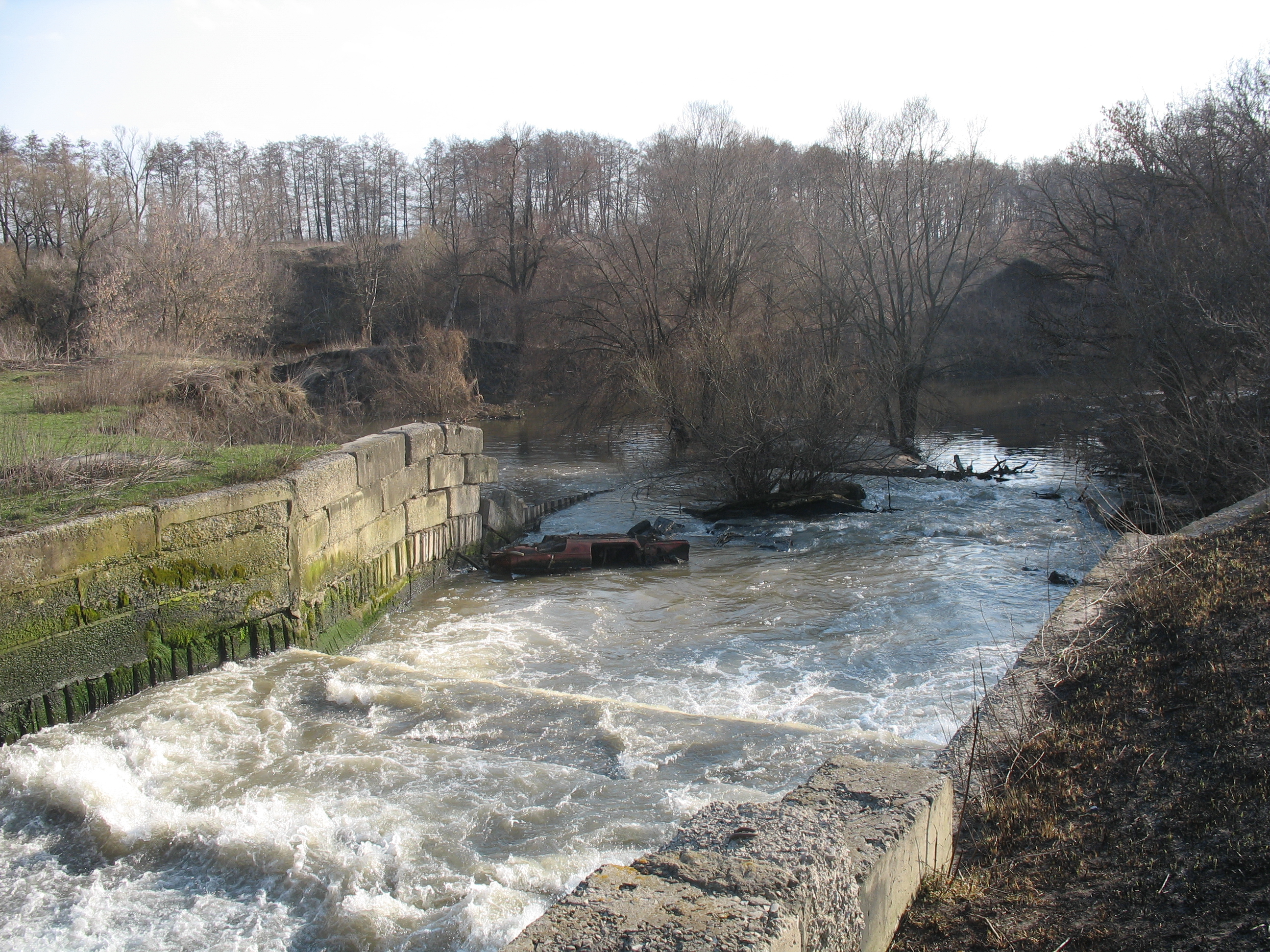
Водослив на реке Голубой Дунай в Воронеже

Гидрометрические водосливы наиболее часто устанавливаются на небольших водотоках, а также в лабораторных условиях. Использование водослива позволяет повысить точности гидрометрических измерений по сравнению с другими методами, в частности, вычисления расхода воды методом «скорость-площадь» при измерении скорости потока гидрометрической вертушкой.
При определении расхода воды через незатопленный водослив с тонкой стенкой без бокового сжатия применяется формула:
{\displaystyle Q=m_{0}b{\sqrt {2g}}H^{3/2}}
где {\displaystyle Q} — расход воды [м³/с], {\displaystyle m_{0}} — коэффициент расхода, {\displaystyle b} — ширина [м], {\displaystyle g} — ускорение свободного падения[м/с²], {\displaystyle H} — напор [м]